# هاغي ميلر
هاغي ميلر (بالإنجليزية: Hughie Miller)‏ هو لاعب كرة قاعدة أمريكي، ولد في 22 ديسمبر 1886 في سانت لويس في الولايات المتحدة، وتوفي في 24 ديسمبر 1945 في Jefferson Barracks Military Post ‏ في الولايات المتحدة.

## وصلات خارجية
- هاغي ميلر على موقع دوري كرة القاعدة الرئيسي (الإنجليزية)
- هاغي ميلر على موقعبيزبول رفرنس.كوم (الدوري الرئيسي) (الإنجليزية)